# Eupithecia recens
Eupithecia recens là một loài bướm đêm trong họ Geometridae.